# André Korff
André Korff (Erfurt, 16 giugno 1973) è un ex ciclista su strada tedesco, professionista dal 1998 al 2008.

## Palmarès

### Strada
- 1997 (Dilettanti, una vittoria)

10ª tappa Giro della Bassa Sassonia (Schwarmstedt > Bückeburg)
- 1998 (Festina-Lotus, una vittoria)

4ª tappa, 1ª semitappa Grand Prix Tell (Leissigen > Meiringen)
- 2004 (T-Mobile Team, una vittoria)

5ª tappa Rheinland-Pfalz-Rundfahrt (Kaiserslautern > Pirmasens)

#### Altri successi
- 1998 (Festina-Lotus)

4ª tappa Tour Méditerranéen (Velaux > Berre-l'Étang, cronosquadre)

## Piazzamenti

### Grandi Giri
- Giro d'Italia

2002: 115º
2005: 113º
2006: ritirato (6ª tappa)
- Vuelta a España

2005: 116º
2006: non partito (5ª tappa)
2007: 141º

### Classiche monumento
- Milano-Sanremo

1999: 155º
2002: 140º
2003: 111º
- Giro delle Fiandre

2003: ritirato
2006: ritirato
- Parigi-Roubaix

1998: ritirato
1999: ritirato
2001: ritirato
2002: ritirato
2003: 45º
2006: 100º
- Liegi-Bastogne-Liegi

2001: ritirato
2002: ritirato

### Competizioni mondiali
- Campionati del mondo

Valkenburg 1998 - In linea Elite: ritirato